# Paavo Lonkila
Paavo Olavi Lonkila (ur. 11 stycznia 1923 w Kiuruvesi, zm. 22 września 2017 tamże) – fiński biegacz narciarski, dwukrotny medalista olimpijski oraz srebrny medalista mistrzostw świata.

## Kariera
Igrzyska olimpijskie w Oslo w 1952 roku były pierwszymi i zarazem ostatnimi w jego karierze. Finowie w składzie: Heikki Hasu, Paavo Lonkila, Urpo Korhonen i Tapio Mäkelä zdobyli tam złoty medal w sztafecie 4 × 10 kilometrów. Ponadto Lonkila wywalczył także brązowy medal w biegu na 18 km, w którym lepsi okazali się jedynie zwycięzca Hallgeir Brenden z Norwegii oraz drugi na mecie Tapio Mäkelä.
W 1950 roku wystartował na mistrzostwach świata w Lake Placid. Wspólnie z Viljo Vellonenem, Heikkim Hasu i Augustem Kiuru wywalczył srebrny medal w sztafecie. Na tych samych mistrzostwach zajął także piąte miejsce w biegu na 18 km techniką klasyczną.
Lonkila był czterokrotnym medalistą mistrzostw Finlandii w biegu na 18 km: w 1949 i 1950 roku zdobył srebrne medale, a w 1952 i 1955 roku brązowe. Jedno z najbardziej wartościowych zwycięstw w karierze odniósł w 1951 r. w Holmenkollen, także na dystansie 18 km. Mierzył zaledwie 157 cm wzrostu.

## Osiągnięcia

### Igrzyska olimpijskie
| Miejsce | Dzień     | Rok  | Miejscowość | Konkurencja             | Czas biegu | Strata | Zwycięzca        |
| ------- | --------- | ---- | ----------- | ----------------------- | ---------- | ------ | ---------------- |
| 3.      | 18 lutego | 1952 | Oslo        | 18 km stylem klasycznym | 1:01:34    | +46    | Hallgeir Brenden |
| 1.      | 23 lutego | 1952 | Oslo        | Sztafeta 4 × 10 km      | 2:20:16    | –      | –                |

### Mistrzostwa świata
| Miejsce | Dzień    | Rok  | Miejscowość | Konkurencja             | Czas biegu | Strata | Zwycięzca        |
| ------- | -------- | ---- | ----------- | ----------------------- | ---------- | ------ | ---------------- |
| 5.      | 3 lutego | 1950 | Lake Placid | 18 km stylem klasycznym | 1:06:16    | +59    | Karl-Erik Åström |
| 2.      | 5 lutego | 1950 | Lake Placid | Sztafeta 4 × 10 km      | 2:39:59    | +1:52  | Szwecja          |